# 아르민 최겔러
아르민 최겔러(독일어: Armin Zöggeler, 독일어 발음: [ˈaʁmiːn ˈʦœɡəlɐ], 1974년 1월 4일~)는 이탈리아의 루지 선수, 지도자이다. 이탈리아 국가대표 선수로서 1994년부터 2014년 동계 올림픽까지 6번의 동계 올림픽에서 두 차례 금메달을 포함하여 연속으로 메달을 획득했고 세계 선수권 대회에서 6번 우승했다. 그는 올림픽 역사상 여섯 차례의 대회에서 연속으로 메달을 딴 최초의 선수이기도 하다.

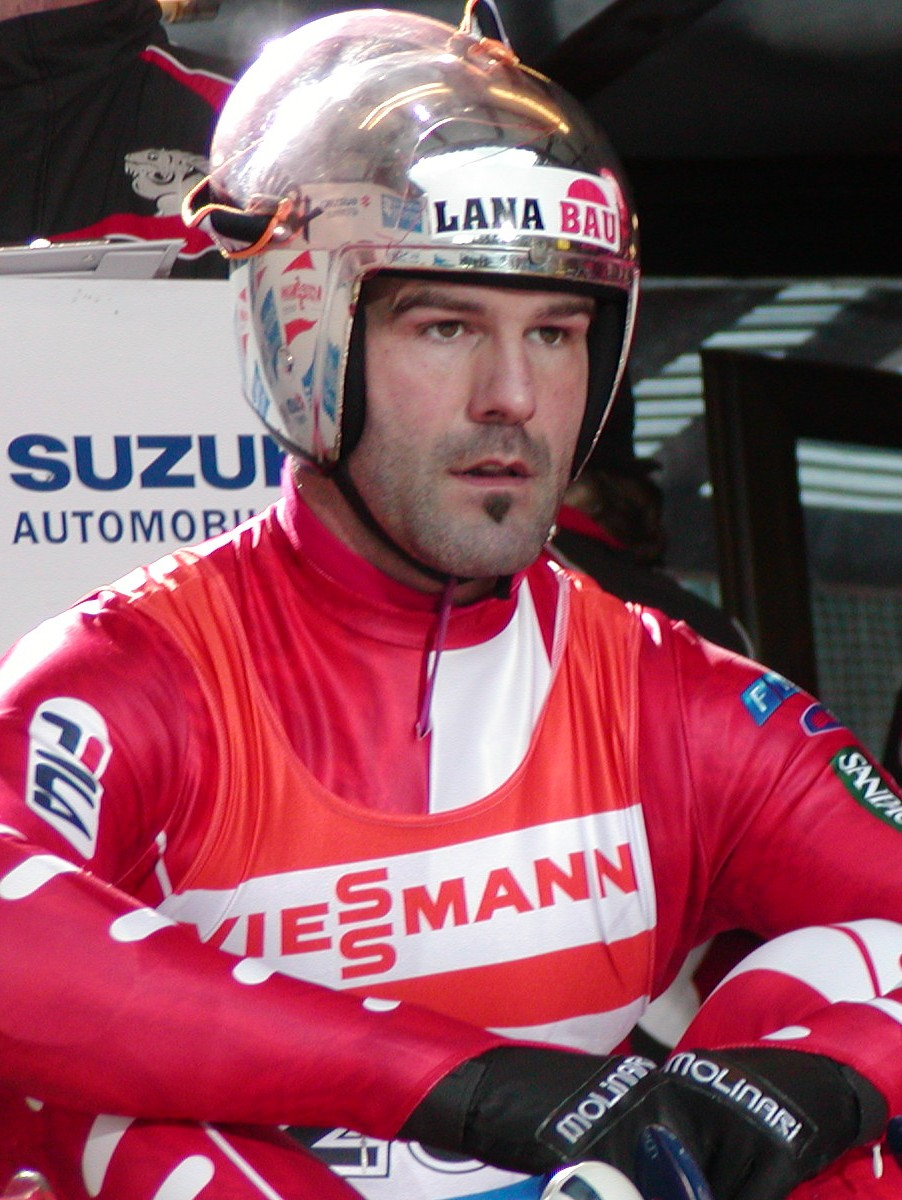
2005년 오버호프 월드컵 당시의 최겔러